# 鲁卜哈利沙漠

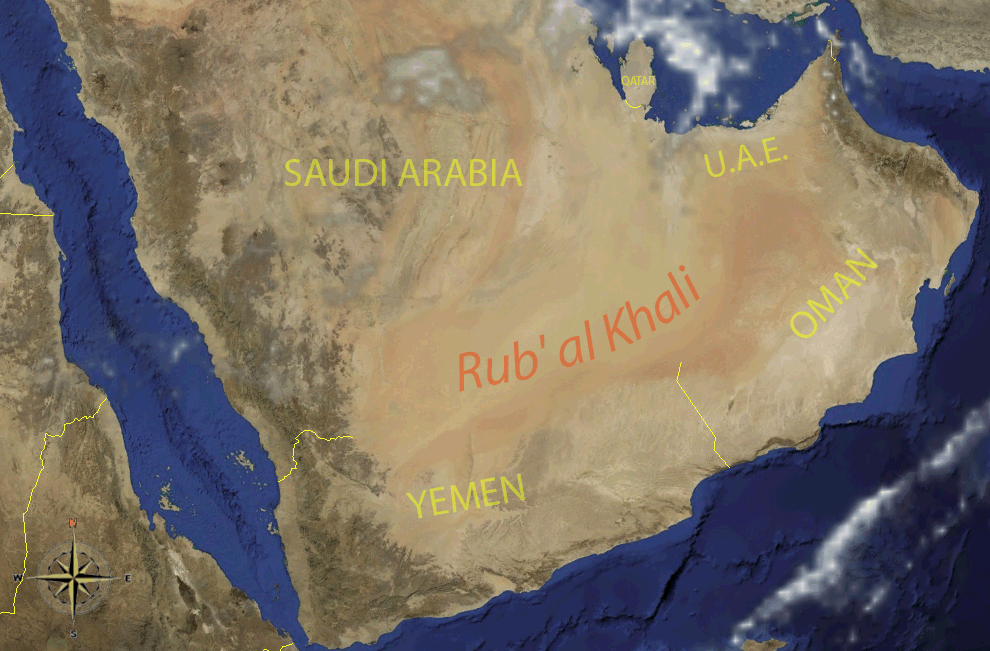
鲁卜哈利沙漠

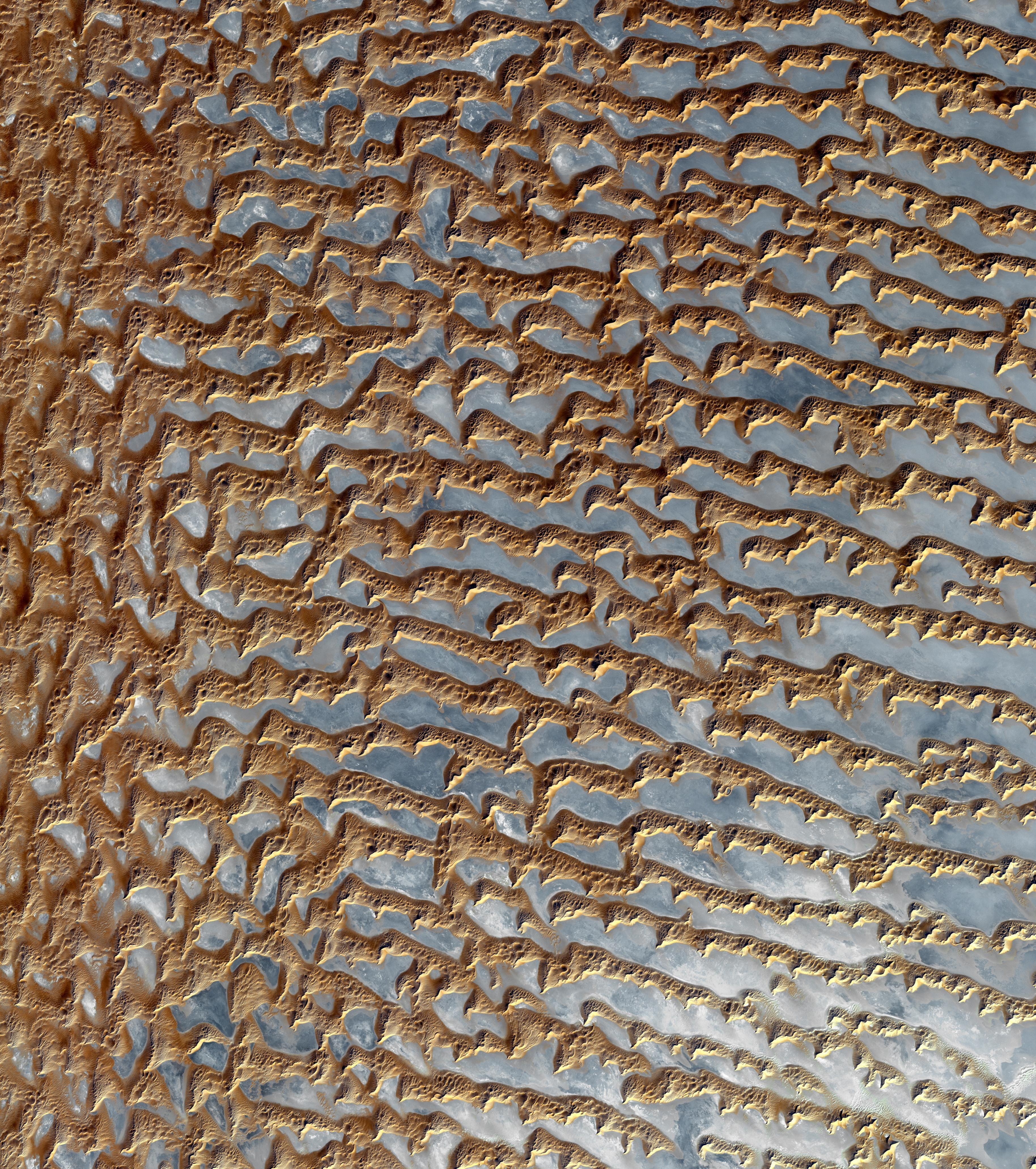
卫星照片

鲁卜哈利沙漠（羅馬化：ar-Rubʿ al-Khālī，直译：「無人區」）是世界上最大的流動沙漠，覆盖了整个沙特阿拉伯南部地区和大部分的阿曼、阿联酋和也门领土，面积约65万平方公里，超过荷兰、比利时和法国面积总和。
沙漠为1,000公里（620英里）长，500公里（310英里）宽，贝都因人既不在此居住，也不穿越这里。夏季近55℃的高温和超过330米高的沙丘使这里成为一个禁区。